# Bartolillo

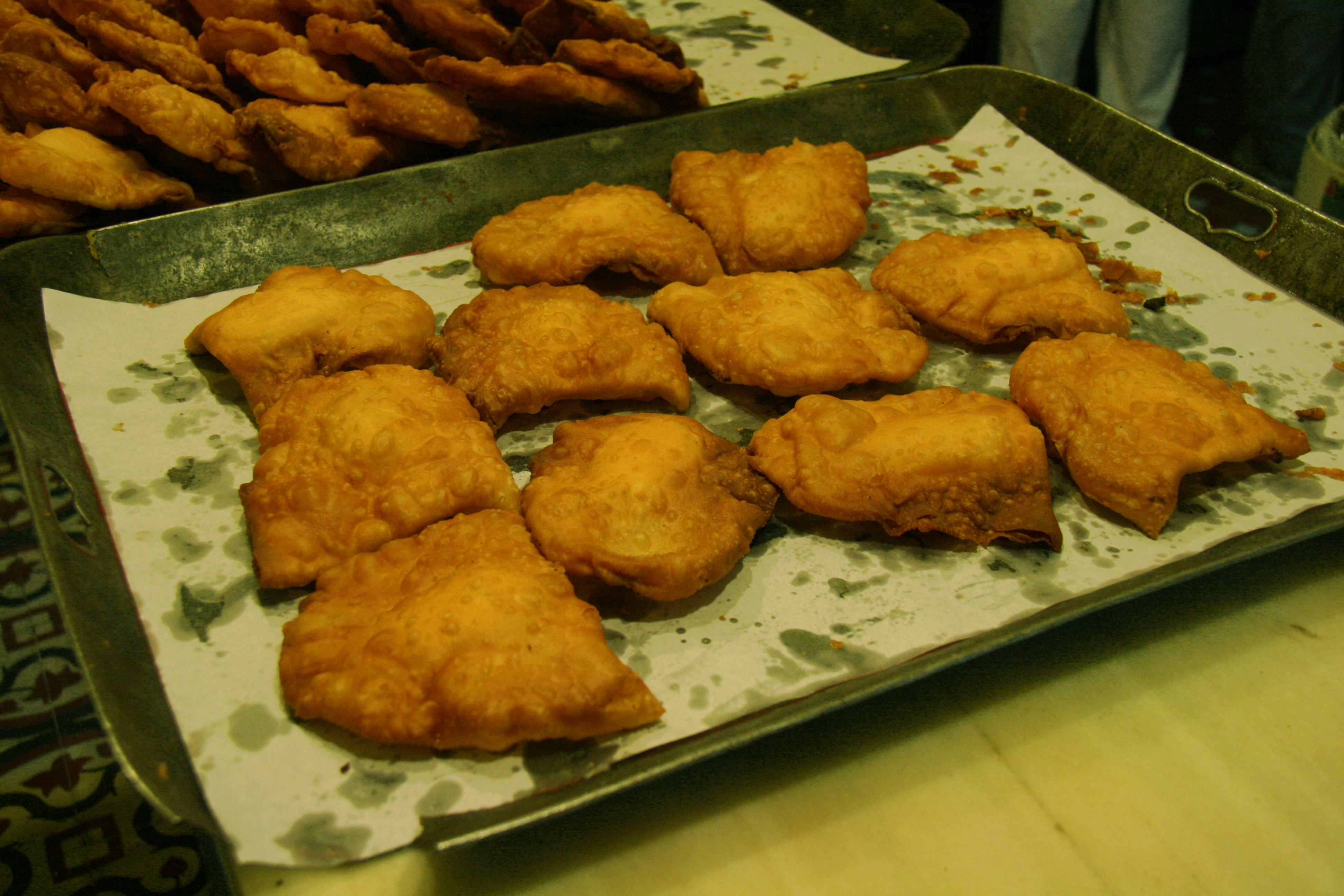
Bartolillos recién elaborados.

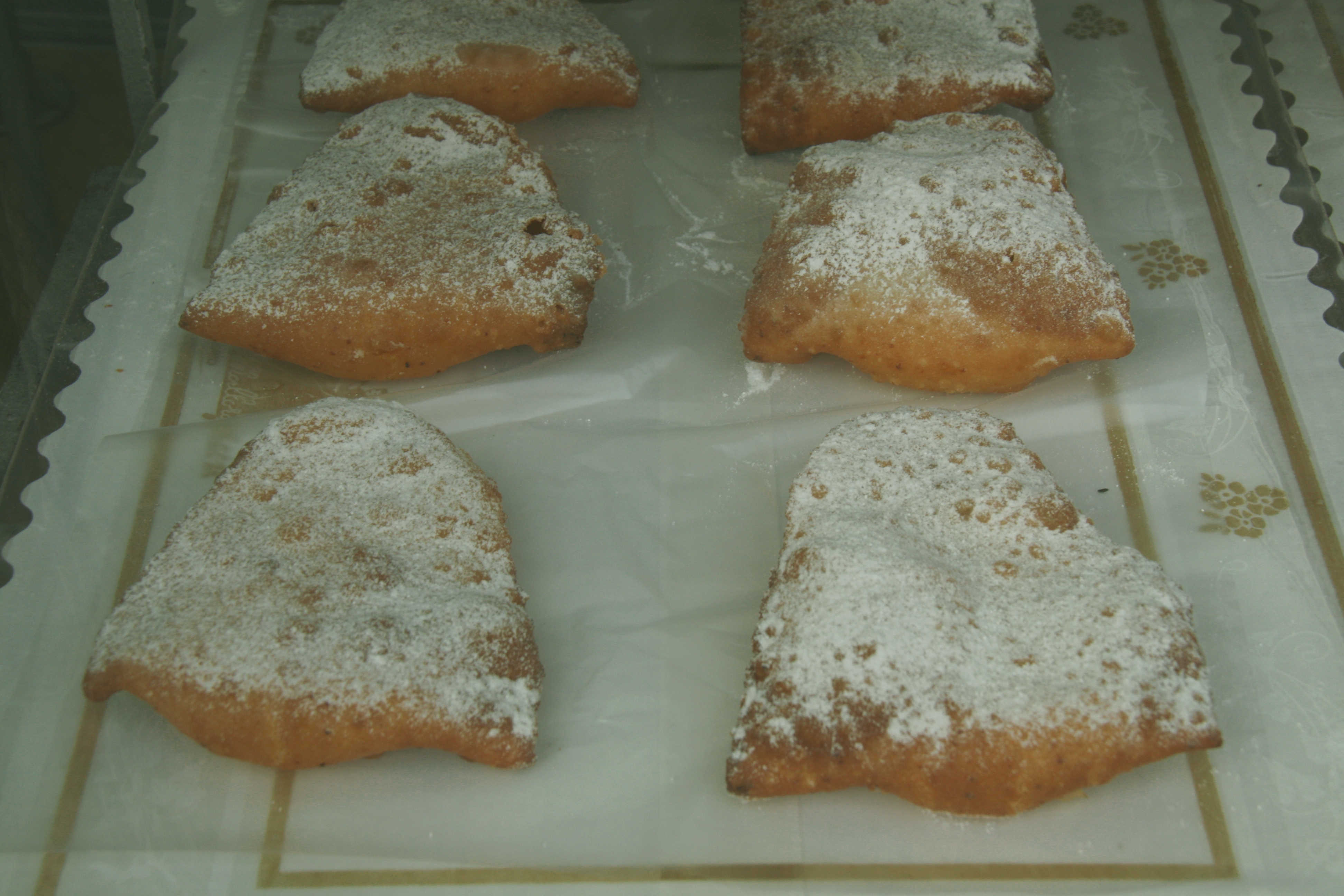
Bartolillos en forma de empanadilla con su crema en el interior.

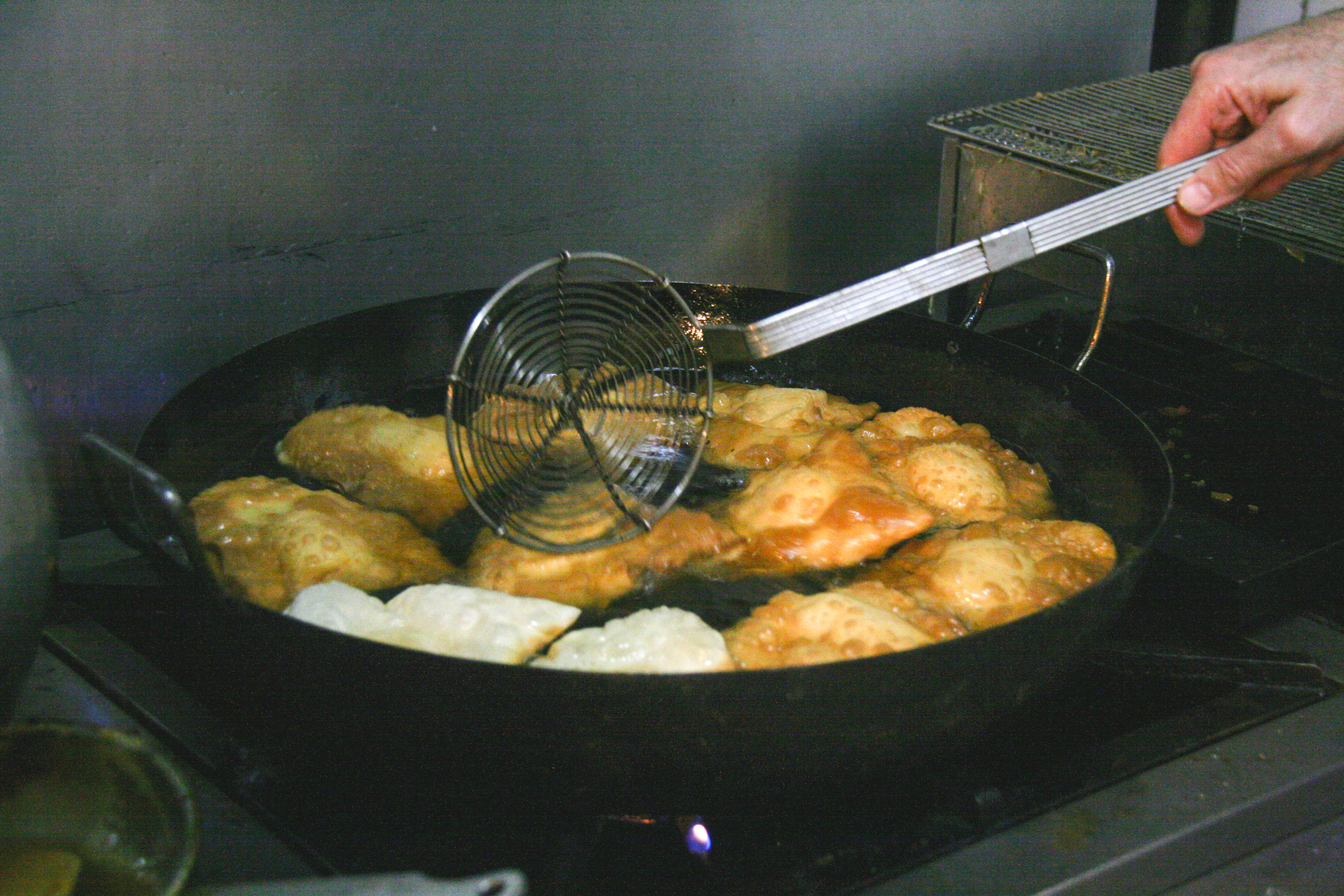
Fritura de unos bartolillos en Madrid.

Los bartolillos son unos dulces típicos de la repostería madrileña que se suelen elaborar en Semana Santa. Se trata de una especie de empanadillas fritas de forma triangular, que elaboradas con una masa muy fina rellena de crema pastelera. Los bartolillos se categorizan dentro de la repostería, al igual que los churros, como frutas de sartén debido a que son dulces que se elaboran en fritura de aceite. Se suelen servir preferentemente calientes.

## Origen
Sobre el origen de este dulce español se sostienen diversas teorías, se dice que los trajeron los romanos en su invasión de la Península, otros autores comentan que la receta vino de la época del Al'Andalus. La tercera teoría es que este postre nació de las elaboraciones que realizaban las monjas de los conventos. Sea como sea existen descripciones de este dulce ya en el siglo XIX asociadas a la cocina madrileña. A pesar de ello se pueden encontrar de forma tradicional en otras regiones de España, como por ejemplo en Guadalajara. El sitio emblema para disfrutar de estas delicias en Madrid capital es Pastelería Luzón, en la calle Conde de Peñalver 42, llevan elaborándolos más de 85 años continuados por la misma familia

## Características
Los bartolillos son dulces rellenos de crema pastelera, y posteriormente fritos. Algunos de ellos antiguamente se rellenaban de carne picada (de forma muy similar a las agujas de carne). La masa se elabora con harina y manteca de cerdo, es tradicional que la crema pastelera se aromatice con algún licor. Tras la composición se suelen freír en aceite hirviendo hasta que doren. Se sirven con azúcar espolvoreado, aunque también puede ser con almíbares. Se dice que la masa de los pestiños es la misma que la de los bartolillos solo que más gruesa en la primera (debido a la falta de contenido). Deben comerse al instante, recién hechos, pero nunca templados.